# Tufão Krosa (2007)
O tufão Krosa (designação internacional: 0715; designação do JTWC: 17W; designação filipina Ineng) foi o décimo oitavo ciclone tropical, o décimo quinto sistema nomeado, o décimo primeiro tufão e o sétimo supertufão da temporada de tufões no Pacífico de 2007. Ao longo de seu caminho, Krosa afetou Taiwan e a República Popular da China.

## História meteorológica

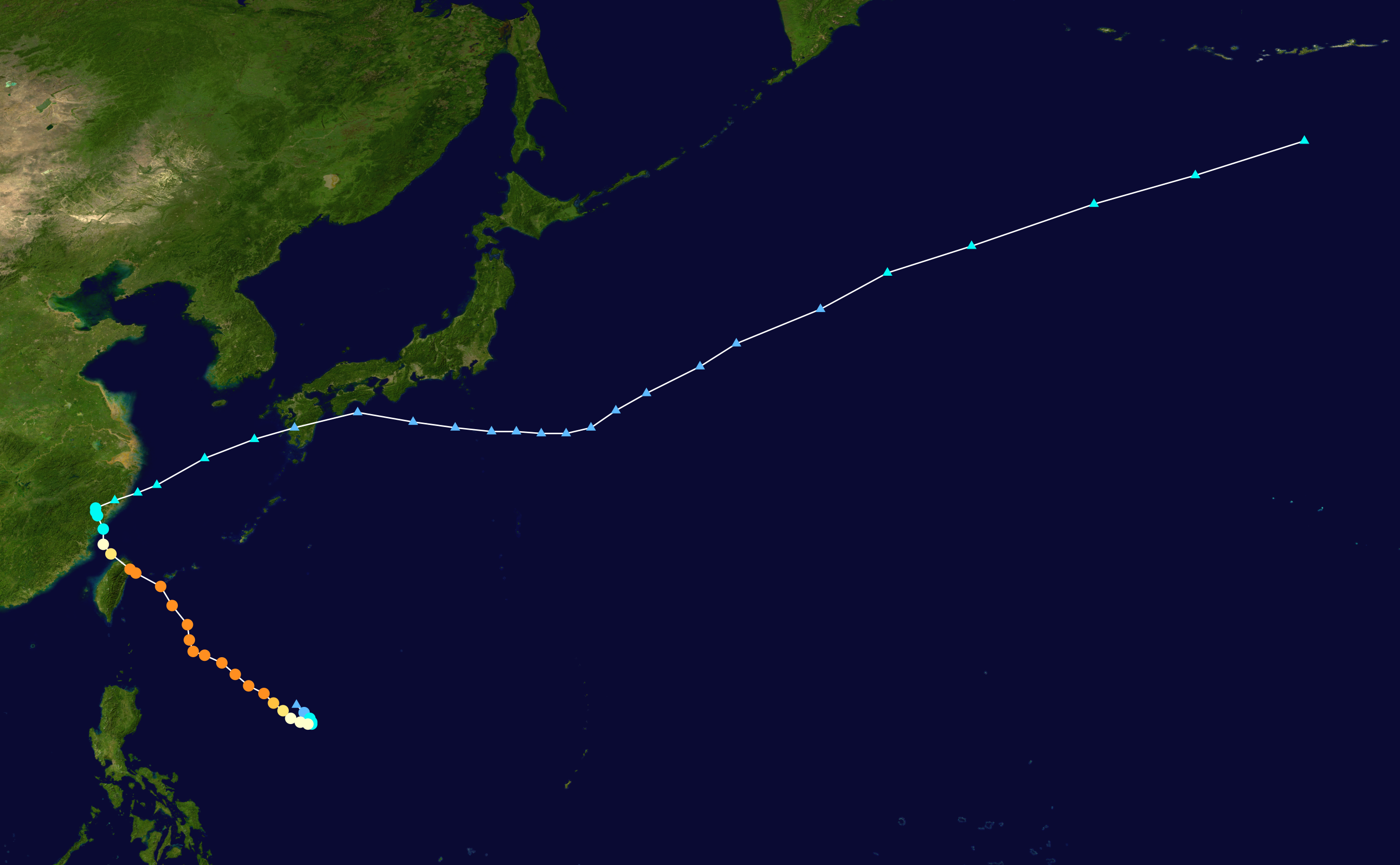
O caminho de Krosa

Uma perturbação tropical formou-se a nordeste das Filipinas. No mesmo dia, a PAGASA considerou a perturbação como uma depressão tropical, nomeando o sistema de "Ineng". Logo depois, a Agência Meteorológica do Japão (JMA) e o Joint Typhoon Warning Center (JTWC) também classificaram o sistema como depressão tropical. Seis horas depois, O JTWC classificou a depressão como tempestade tropical. Logo depois, a AMJ fez o mesmo e nomeou a tempestade de "Krosa". O nome Krosa foi dado pelo Camboja e refere-se a uma espécie de ave da região. Em 2 de Outubro, Krosa começou a sofrer rápida intensificação e tornou-se um tufão (segundo o JTWC) por volta do meio-dia do mesmo dia. Posteriormente, o tufão começou a desenvolver um olho irregular, assim que Krosa se intensificava e movia-se para oeste. Na madrugada de 3 de Outubro, a AMJ também classificou Krosa como um tufão. A rápida intensificação continuou e na noite do mesmo dia (UTC), Krosa já tinha força equivalente a um furacão de categoria 4 na Escala de Furacões de Saffir-Simpson.. Nos dois dias seguintes, Krosa começou a sofrer flutuações ou variações em sua intensidade assim que se aproximava de Taiwan. No começo da madrugada de 5 de Outubro, Krosa atingiu seu pico de intensidade, com ventos constantes de 240 km/h, segundo o JTWC. A AMJ diz que neste momento, Krosa atingiu seu pico de intensidade com ventos constantes de 195 km/h, já que a agência utiliza o método da medição da velocidade média máxima da velocidade dos ventos em 10 minutos e o JTWC mede a velocidade média máxima dos ventos em um minuto. Posteriormente, Krosa começou a se enfraquecer ligeiramente antes de atingir a costa nordeste de Taiwan em 6 de Outubro. Após passar por Taiwan, Krosa seguiu em direção a China. Pouco depois, Krosa atingiu a costa chinesa entre as províncias de Fujian e Zhejiang. A AMJ classificou Krosa como tempestade tropical severa e logo depois como tempestade tropical no começo da madrugada de 7 de Outubro (UTC). O JTWC também classificou Krosa como tempestade tropical assim que enfraqueceu rapidamente. Krosa, já enfraquecido, começou a mover-se para leste-nordeste, paralelamente à costa chinesa e alcançou o mar logo depois. Mesmo com a volta ao mar, Krosa continuou a se enfraquecer, pois a temperatura da superfície do mar estava fria e não sustentava um ciclone tropical. Por volta do meio-dia do dia seguinte a AMJ interrompeu os avisos sobre Krosa assim que o sistema se enfraqueceu para uma depressão tropical. O JTWC fez o mesmo seis horas depois.

## Preparativos e impactos

### Taiwan

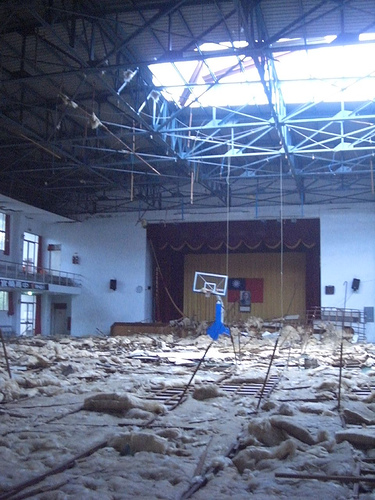
Destruição num ginásio esportivo em Taiwan

Centenas de milhares de pessoas tiveram que deixar suas casas no Taiwan devido à aproximação do tufão. Vários voos foram cancelados e os serviços de transportes foram parados devido à interrupção de rodovias e ferrovias. A região de Hualien na parte norte da ilha, foi duramente castigado pelo tufão. Várias árvores caíram com a força dos ventos. Também, grandes partes da ilha ficaram sem eletricidade durante a passagem do tufão. As chuvas torrenciais causaram enchentes e deslizamentos de terra, que causaram a morte de pelo menos 5 pessoas, incluindo um recém-nascido que precisava de atendimentos médicos e não conseguiu devido às rodovias bloqueadas. Krosa também deixou 67 feridos na ilha.

### China
800.000 pessoas deixaram suas casas antes de Krosa atingir a China e outras 600.000 tiveram que deixar suas residências durante a passagem do ciclone, principalmente nas províncias de Fujian e Zhejiang, totalizando 1,4 milhões de pessoas. Segundo o governo chinês, mais de 7,6 milhões de pessoas foram afetadas pelo tufão. As chuvas torrenciais e os ventos destruíram mais de 3.500 casas. Em Xangai, 8.800 pessoas, principalmente trabalhadores, tiveram que deixar as áreas costeiras apesar do centro de Krosa passar bem ao sul da metrópole. Na cidade, mais de 40 voos foram cancelados. 17 pessoas ficaram feridas após a passagem de Krosa na China, mas nenhuma pessoa morreu.